# Экселигмос
Эксели́гмос, экзели́гм (греч. ἐξέλιγμος — поворот колеса) — период, равный примерно 19 756 суткам (54 года и 33 дня) или трём саросам. По прошествии этого периода затмения Луны и Солнца повторяются примерно при одних и тех же условиях. 
В отличие от сароса, экселигмос содержит в себе не только приблизительно целое число синодических месяцев (669), драконических месяцев (726), аномалистических месяцев (717), но и приблизительно целое количество суток (19 756). Поэтому через экселигмос можно наблюдать затмения в одной и той же местности, в одних и тех же условиях.
Из-за сложного характера обращения системы Земля-Луна-Солнце затмения через экселигмос повторяются в тех же условиях лишь в большей или меньшей степени приблизительно. Длительность экселигмоса от максимума затмения до максимума затмения может быть как меньше 19 756 суток, так и больше.

## Пример повторения затмений через экселигмос
- Полное солнечное затмение 8 июня 1956 года с максимумом в 21:20:09 UT, наблюдавшееся в южной части Тихого океана, и полное солнечное затмение 11 июля 2010 года с максимумом в 19:33:33 UT, которое также наблюдалось в южной части Тихого океана, но уже несколько севернее. В данном случае экселигмос получился на 1 час 47 минут короче, чем 19 756 суток.
- Полное лунное затмение 18 ноября 1956 года с максимумом в 6:47:43 UT, наблюдавшееся в западном полушарии, и полное лунное затмение 21 декабря 2010 года с максимумом в 8:16:56 UT, которое наблюдалось также в западном полушарии. В этом случае эксилигмос получился на 1 час 29 минут длиннее, чем 19 756 суток.

## Практическое применение
В древности тройной сарос использовался, например, в Антикитерском механизме.
В настоящее время вычисление солнечных и лунных затмений производят по точным математическим моделям при помощи компьютеров. Экселигмос может быть применён только любителями астрономии.